# Уоррак, Джон Гамильтон
Джон Гамильтон Уоррак (англ. John Hamilton Warrack; род. 1928) — британский музыковед. Сын композитора Гая Уоррака.
Уорраку принадлежит значительное количество фундаментальных трудов по истории музыки, особенно оперной, — в том числе «Карл Мария фон Вебер» (1976), «Рихард Вагнер. „Нюрнбергские мейстерзингеры“» (нем. Richard Wagner: Die Meistersinger Von Nürnberg; 1994), «Немецкая опера от начала до Вагнера» (англ. German Opera: From the Beginnings to Wagner; 2001). Уоррак написал также ряд популярных книг об академической музыке — например, «Симфонии и концерты Чайковского» (англ. Tchaikovsky Symphonies and Concertos; 1971) и «Балетная музыка Чайковского» (англ. Tchaikovsky Ballet Music; 1980). Совместно с Юэном Уэстом Уоррак составил «Оксфордский оперный словарь» (англ. The Concise Oxford Dictionary of Opera; 1996).